# Miltochrista vetusta
Miltochrista vetusta är en fjärilsart som beskrevs av Pieter Cornelius Tobias Snellen 1904. Miltochrista vetusta ingår i släktet Miltochrista och familjen björnspinnare. Inga underarter finns listade i Catalogue of Life.